# أبو عبد الله المعدل
وهو أبو عبد الله محمد بن عبد الله بن دينار المعدل الزاهد، وهو من أهل نيسابور، سمع الحديث وروى عن الحسين بن الفضل البجلي، والسري بن خزيمة، ومحمد بن أحمد بن أنس، ومحمد بن اشرس.
وسمع التفسير من أحمد بن محمد بن نصر اللباد، وسمع المسند من أحمد بن سلمة النيسابوري،
وروى عنه أهل الحديث من بلده، وقدم بغداد حاجاً وحَدَثَ بها، وروى عنه أبو حفص ابن شاهين، وكان أبو عبد الله المعدل ثقة فقيهاً عارفاً بمذهب أبو حنيفة[ ؟ ]، ورغب عن الفتوى لاشتغاله بالعبادة، وقيل أنه لم يُرَ في وقته لأهل الرأي أشد أجتهاداً، ولا أدوم لصيام النهار وقيام الليل منه، مع صبره على الفقر وطلبه للكسب الحلال وأكله من عمل يده، وكان يحج كل عشر سنوات ويغزو كل ثلاث.

## وفاته
توفي في بغداد عام 338 هـ، الموافق عام 949م.
قال محمد بن عبد الله النيسابوري الحافظ: (توفي محمد بن عبد الله بن دينار المعدل ببغداد عند قدومه من الحج[ ؟ ] يوم الأثنين غرة صفر[ ؟ ] سنة ثمان وثلاثين وثلاثمائة، وصلى عليه ولده أبو محمد ودفن في مقبرة الخيزران قرب مرقد أبي حنيفة).